# Puffy AmiYumi

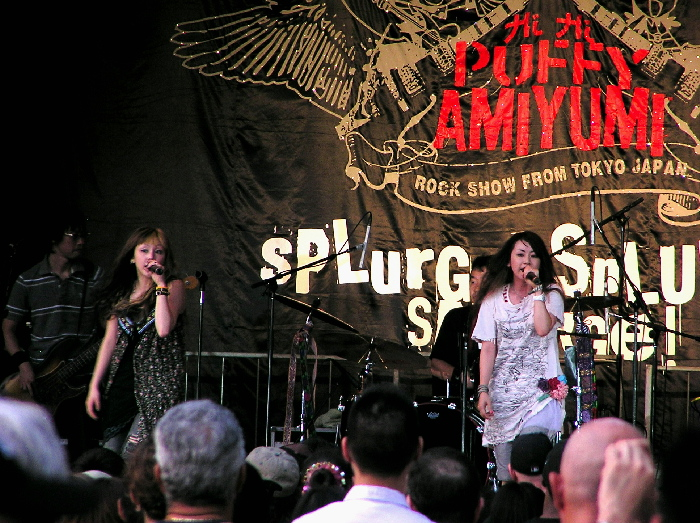
Puffy AmiYumi (2006)

Puffy (Eigenschreibweise PUFFY), oder Puffy AmiYumi wie sie aufgrund rechtlicher Konflikte mit Sean „Puffy“ Combs in den USA genannt werden, ist ein japanisches Pop-Duo.

## Werdegang
Ami Onuki (Jahrgang 1973), deren Spitzname „Sue“ ist, und Yumi Yoshimura (Jahrgang 1975), genannt „Jane“, wurden durch zwei verschiedene Talentagenturen gefunden und 1995 zusammengebracht. Ihre erste Veröffentlichung Asia no Junshin (アジアの純真) wurde bereits eine Million Mal verkauft und ihr Erfolg setzte sich mit weiteren Alben fort (insgesamt 14 Millionen verkaufte Platten in Japan).
In Europa ist die Band hingegen weitestgehend unbekannt. Im deutschen Fernsehen läuft jedoch eine gleichnamige Zeichentrickserie von Cartoon Network, deren Hauptfiguren die beiden darstellen sollen und in deren Vor- und Abspann sie auch in menschlicher Form zu sehen sind.
Puffy AmiYumi sind auch auf dem Album The Body Acoustic von Cyndi Lauper mit Girls Just Want To Have Fun vertreten, des Weiteren steuerten sie zum Guitar-Wolf-Tributealbum I Love Guitar Wolf Very Much eine Coverversion von Can-Nana Fever bei.
2010 geben PUFFY nach 11 bzw. sogar 12 Jahren wieder ein Konzert in Hong Kong (23. September 2010) und Taiwan (25. September 2010). Auch eine neue CD ist geplant, die den Titel "Kani to Tomoni Sarinu" tragen wird.

## Diskografie

### Studioalben
| Jahr | Titel                 | Höchstplatzierung, Gesamtwochen, AuszeichnungChartsChartplatzierungen (Jahr, Titel, Platzierungen, Wochen, Auszeichnungen, Anmerkungen) | Anmerkungen |
| Jahr | Titel                 | JP | Anmerkungen |
| ---- | --------------------- | --- | --- |
| 1996 | AmiYumi               | JP3 Diamant · (36 Wo.)JP | Erstveröffentlichung: 22. Juli 1996 |
| 1997 | SoloSolo              | JP2 (10 Wo.)JP | Erstveröffentlichung: 6. August 1997 2CDs, jede enthält Lieder eines Band-Mitglieds, die unter seinem jeweiligen Namen veröffentlicht wurden |
| 1998 | Jet-CD                | JP1 ×3Dreifachplatin · (16 Wo.)JP | Erstveröffentlichung: 1. April 1998 |
| 1999 | Fever*Fever           | JP3 Gold · (8 Wo.)JP | Erstveröffentlichung: 23. Juni 1999 |
| 2000 | Spike                 | JP10 (4 Wo.)JP | Erstveröffentlichung: 12. Oktober 2000 |
| 2002 | The Hit Parade        | JP10 (5 Wo.)JP | Erstveröffentlichung: 20. Februar 2002 |
| 2003 | Nice                  | JP20 (4 Wo.)JP | Erstveröffentlichung: 22. Januar 2003 |
| 2004 | 59                    | — | Erstveröffentlichung: 31. März 2004 |
| 2006 | Splurge               | JP19 (5 Wo.)JP | Erstveröffentlichung: 28. Juni 2006 |
| 2007 | Honeycreeper          | JP27 (6 Wo.)JP | Erstveröffentlichung: 26. September 2007 |
| 2009 | Puffy AmiYumi x Puffy | JP97 (2 Wo.)JP | Erstveröffentlichung: 25. März 2009 |
| 2009 | Bring It!             | JP17 (5 Wo.)JP | Erstveröffentlichung: 17. Juni 2009 |
| 2011 | Thank You!            | JP25 (5 Wo.)JP | Erstveröffentlichung: 9. März 2011 |
| 2021 | The Puffy             | JP27 (2 Wo.)JP | Erstveröffentlichung: 22. September 2021 |

### Kompilationen
| Jahr | Titel                                      | Höchstplatzierung, Gesamtwochen, AuszeichnungChartsChartplatzierungen (Jahr, Titel, Platzierungen, Wochen, Auszeichnungen, Anmerkungen) | Anmerkungen                              |
| Jahr | Titel                                      | JP | Anmerkungen                              |
| ---- | ------------------------------------------ | --- | ---------------------------------------- |
| 1999 | Puffy Re-Mix Project                       | JP28 (4 Wo.)JP | Erstveröffentlichung: 31. Dezember 1999  |
| 2000 | The Very Best of Puffy / AmiYumi Jet Fever | JP2 Platin · (11 Wo.)JP | Erstveröffentlichung: 5. Juli 2000       |
| 2003 | PRMX Turbo                                 | — | Erstveröffentlichung: 18. September 2003 |
| 2005 | Hi Hi Puffy AmiYumi                        | JP49 (4 Wo.)JP | Erstveröffentlichung: 11. Mai 2005       |
| 2007 | Hit&Fun                                    | JP9 (6 Wo.)JP | Erstveröffentlichung: 14. Februar 2007   |
| 2011 | 15                                         | JP21 (5 Wo.)JP | Erstveröffentlichung: 23. November 2011  |
| 2016 | 20th Anniversary Best Album                | JP14 (7 Wo.)JP | Erstveröffentlichung: 6. April 2016      |
| 2021 | Playlist～Puffy 25th Anniversary～         | JP112 (1 Wo.)JP | Erstveröffentlichung: 21. April 2021     |

### Singles
| Jahr | Titel Album                             | Höchstplatzierung, Gesamtwochen, AuszeichnungChartsChartplatzierungen (Jahr, Titel, Album, Platzierungen, Wochen, Auszeichnungen, Anmerkungen) | Anmerkungen |
| Jahr | Titel Album                             | JP | Anmerkungen |
| ---- | --------------------------------------- | --- | --- |
| 1996 | Asia no Junshin –                       | JP3 ×3Dreifachplatin + Gold (Digital) · (46 Wo.)JP                                                                                             | Erstveröffentlichung: 13. Mai 1996                                                                                      |
| 1996 | Kore ga Watashi no Ikiru Michi –        | JP1 ×3Dreifachplatin · (31 Wo.)JP | Erstveröffentlichung: 7. Oktober 1996                                                                                   |
| 1997 | Circuit no Musume –                     | JP1 ×2Doppelplatin · (16 Wo.)JP | Erstveröffentlichung: 12. März 1997                                                                                     |
| 1997 | Nagisa ni Matsuwaru Etc. –              | JP1 Diamant · (20 Wo.)JP | Erstveröffentlichung: 16. April 1997                                                                                    |
| 1997 | Mother / Nehorina Hahorina –            | JP5 Platin · (11 Wo.)JP | Erstveröffentlichung: 12. Dezember 1997                                                                                 |
| 1998 | Ai no Shirushi –                        | JP3 Platin · (11 Wo.)JP | Erstveröffentlichung: 14. März 1998                                                                                     |
| 1998 | Talalan / Puffy no Tourmen –            | JP4 Platin · (8 Wo.)JP | Erstveröffentlichung: 29. August 1998                                                                                   |
| 1998 | Puffy de Rumba –                        | JP14 Gold · (9 Wo.)JP | Erstveröffentlichung: 12. Dezember 1998                                                                                 |
| 1999 | Nichiyobi no Musume –                   | JP15 (4 Wo.)JP | Erstveröffentlichung: 1. April 1999                                                                                     |
| 1999 | Yume no Tame ni –                       | JP12 (4 Wo.)JP | Erstveröffentlichung: 9. Juni 1999                                                                                      |
| 2000 | Umi e to / Pool Nite –                  | JP15 (3 Wo.)JP | Erstveröffentlichung: 5. April 2000                                                                                     |
| 2000 | Boogie Woogie No. 5 –                   | JP22 (3 Wo.)JP | Erstveröffentlichung: 27. September 2000                                                                                |
| 2001 | Atarashii Hibi –                        | JP28 (3 Wo.)JP | Erstveröffentlichung: 25. April 2001                                                                                    |
| 2001 | Aoi Namida –                            | JP32 (2 Wo.)JP | Erstveröffentlichung: 5. Dezember 2001                                                                                  |
| 2002 | Hurricane –                             | JP36 (3 Wo.)JP | Erstveröffentlichung: 6. Februar 2002                                                                                   |
| 2002 | Akai Buranko / Planet Tokyo –           | JP45 (3 Wo.)JP | Erstveröffentlichung: 20. November 2002                                                                                 |
| 2004 | Sunrise –                               | JP24 (4 Wo.)JP | Erstveröffentlichung: 11. Februar 2004                                                                                  |
| 2005 | Hajimari no Uta / Nice Buddy –          | JP33 (5 Wo.)JP | Erstveröffentlichung: 13. Juli 2005                                                                                     |
| 2005 | Hi Hi –                                 | JP107 (1 Wo.)JP | Erstveröffentlichung: 16. November 2005                                                                                 |
| 2006 | Mogura Like –                           | JP35 (4 Wo.)JP | Erstveröffentlichung: 12. April 2006                                                                                    |
| 2006 | Tokyo I’m On My Way! –                  | JP58 (3 Wo.)JP | Erstveröffentlichung: 24. Mai 2006                                                                                      |
| 2006 | Hataraku Otoko –                        | JP41 (3 Wo.)JP | Erstveröffentlichung: 22. November 2006                                                                                 |
| 2007 | Boom Boom Beat / O Edo Nagareboshi IV – | JP47 (4 Wo.)JP | Erstveröffentlichung: 18. Juli 2007                                                                                     |
| 2007 | Oriental Diamond / Kuchibiru Motion –   | JP55 (2 Wo.)JP | Erstveröffentlichung: 5. September 2007                                                                                 |
| 2008 | All Because Of You –                    | JP34 (3 Wo.)JP | Erstveröffentlichung: 21. Mai 2008 wurde in den USA bekannt, da es von Butch Walker und Avril Lavigne geschrieben wurde |
| 2008 | My Story –                              | JP44 (3 Wo.)JP | Erstveröffentlichung: 6. August 2008                                                                                    |
| 2009 | Hiyori Hime –                           | JP38 (3 Wo.)JP | Erstveröffentlichung: 25. Februar 2009                                                                                  |
| 2009 | Dareka Ga –                             | JP30 (4 Wo.)JP | Erstveröffentlichung: 29. Juli 2009 Titellied zum Film "Naruto Shippuden"                                               |
| 2010 | R.G.W –                                 | JP44 (2 Wo.)JP | Erstveröffentlichung: 17. November 2010                                                                                 |
| 2011 | Happy Birthday –                        | JP56 (2 Wo.)JP | Erstveröffentlichung: 9. Februar 2011                                                                                   |
| 2011 | Sweet Drops –                           | JP34 (3 Wo.)JP | Erstveröffentlichung: 17. August 2011                                                                                   |
| 2012 | Tomodachi no Wao! –                     | JP85 (1 Wo.)JP | Erstveröffentlichung: 23. Mai 2012                                                                                      |
| 2013 | Datsu Dystopia –                        | JP102 (1 Wo.)JP | Erstveröffentlichung: 22. Mai 2013                                                                                      |
| 2015 | Puffypipoyama –                         | JP62 (1 Wo.)JP | Erstveröffentlichung: 18. November 2015                                                                                 |

### Videoalben
| Jahr | Titel                                                          | Höchstplatzierung, Gesamtwochen, AuszeichnungChartsChartplatzierungen (Jahr, Titel, Platzierungen, Wochen, Auszeichnungen, Anmerkungen) | Anmerkungen |
| Jahr | Titel                                                          | JP | Anmerkungen |
| ---- | -------------------------------------------------------------- | --- | --- |
| 2000 | Clips                                                          | JP15 (2 Wo.)JP | Erstveröffentlichung: 5. Juli 2000                                                                                       |
| 2000 | Jet Tour ’98                                                   | — | Erstveröffentlichung: 12. Oktober 2000                                                                                   |
| 2000 | Jet DVD                                                        | — | Erstveröffentlichung: 12. Oktober 2000 Musikvideos, enthält die chinesische Version von "Kore ga Watashi no Ikiru Michi" |
| 2000 | Fever Fever DVD                                                | — | Erstveröffentlichung: 12. Oktober 2000 Aufnahmen der Fever Fever-Tour                                                    |
| 2000 | Tour! Puffy! Tour!                                             | — | Erstveröffentlichung: 12. Oktober 2000                                                                                   |
| 2000 | Run! Puffy! Run!                                               | — | Erstveröffentlichung: 12. Oktober 2000                                                                                   |
| 2001 | Puffy Spike Daisakusen                                         | — | Erstveröffentlichung: 25. April 2001 Musikvideo-Sammlung                                                                 |
| 2002 | Rolling Debut Revue – Canada USA Tour 2002                     | — | Erstveröffentlichung: 18. Dezember 2002                                                                                  |
| 2005 | Funclips Funclub                                               | — | Erstveröffentlichung: 11. Mai 2005                                                                                       |
| 2006 | Tour! Puffy! Tour! 10 Final                                    | JP168 (1 Wo.)JP | Erstveröffentlichung: 20. Dezember 2006                                                                                  |
| 2011 | Sparks Go Go 20th Anniversary Special (Junk! Junk! Junk! 2010) | JP58 (1 Wo.)JP | Erstveröffentlichung: 13. April 2011                                                                                     |

### Fernsehen
- Pa-Pa-Pa-Puffy (1997–2002)
- Hi Hi Puffy AmiYumi (seit 2004)
- Hi Hi PUFFY Club (seit 2006)
- Teen Titans (2003–06) (singen das Titellied)
- Teen Titans Go! (seit 2013) (singen das Titellied)
- Teen Titans Go! (2017) (Coverversion von The Night Begins To Shine)

### Bücher
- PUFFY 10th Anniversary Book
- Hi Hi PUFFY English

### Videospiele
- Puffy: P.S. I Love You (PlayStation) (1999)
- Hi Hi Puffy AmiYumi: Kaznapped! (Game Boy Advance) (2005/2006)
- Hi Hi Puffy AmiYumi: The Genie and the Amp (Nintendo DS) (2006)
- Hi Hi Puffy Ami Yumi II (GameCube) (2006)